# Schefflera polybotrya
Schefflera polybotrya är en araliaväxtart som först beskrevs av Friedrich Anton Wilhelm Miquel, och fick sitt nu gällande namn av René Viguier. Schefflera polybotrya ingår i släktet Schefflera och familjen araliaväxter. Inga underarter finns listade.